# JDŽ 488
Die Baureihe JDŽ 488, später JŽ-Baureihe 801, waren Dieseltriebwagen der Jugoslawischen Staatsbahnen (JDŽ) in Bosnischer Spurweite, die 1938 und 1939 von Ganz in Budapest und der Maschinenfabrik Slawonski Brod geliefert wurden. Mit zwei Triebwagen und einem Mittelwagen 448-000 – 006 (806-001 – 006) wurden dreiteilige Züge gebildet, die als Schnellzüge u. a. zwischen Belgrad und Sarajevo verkehrten.

## Beschreibung

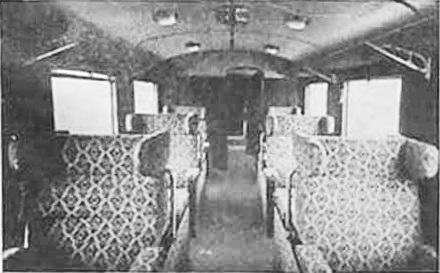
Komfortable Innenausstattung der Triebzüge mit 1+1-Bestuhlung

Nachdem sich normalspurige Dieseltriebwagen bewährt hatten, beschafften die JDŽ zur Steigerung der Reisegeschwindigkeit auf ihrem ausgedehnten Schmalspurnetz Ende der 1930er-Jahre sieben dreiteilige Triebzüge der Reihe 488/448, die eine Höchstgeschwindigkeit von 60 km/h erreichten. Der dieselmechanische Antrieb der silberfarbenen Fahrzeuge lieferte Ganz in Budapest, die Wagenkästen stammten von der Maschinenfabrik Slawonski Brod, wo auch die Endmontage vorgenommen wurde. Der Dieselmotor befand sich zusammen mit der Kupplung sowie dem Schalt- und Wendegetriebe in einem gefederten Hilfsrahmen. Der Antrieb erfolgte über Kardanwellen auf die beiden Drehgestelle, wobei alle vier Achsen angetrieben wurden. Die starke Motorisierung mit zwei 173-PS-Dieselmotoren und Magnetschienenbremsen erlaubten die Fahrt über die Zahnstangenstrecke des Ivanpasses im Adhäsionsbetrieb.
Die Triebzüge wiesen 46 Sitzplätze der 1. und 56 Plätze der 2. Klasse sowie ein kleines Buffet im nicht angetriebenen Mittelwagen auf. Weil eine Fahrt mit preisgünstigen Fahrkarten der 3. Wagenklasse nicht möglich war, konnte sich damals ein Großteil der Bevölkerung die Reise mit den modernen Triebzügen nicht leisten.

## Einsatz

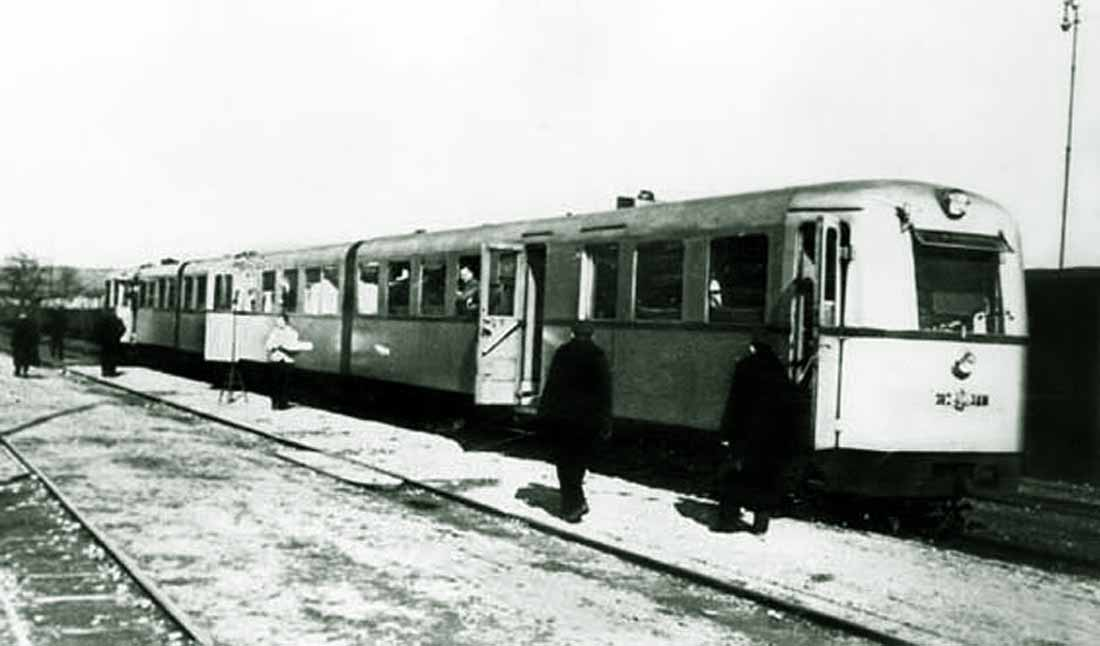
JDŽ 801 im Jahr 1939 als Schnellzug Belgrad–Sarajevo beim Zwischenhalt in Lajkovac.

Mit dem Sommerfahrplan wurden am 15. Mai 1939 die schnellen Fahrzeiten für die Dieseltriebzüge in Kraft gesetzt. Die für Schmalspurbahnen hohe Geschwindigkeit trug den Garnituren die Bezeichnung ludi Sarajlija (verrückter Sarajevoer) ein. Wegen des drohenden Zweiten Weltkriegs blieben jedoch die zahlungskräftigen Touristen aus und am 15. Oktober 1939 wurden die Fahrzeuge von der Strecke Sarajevo–Gabela –Dubrovnik zurückgezogen. Die Züge verkehrten zunächst noch von Sarajevo nach Bosanski Brod und über die Ostbahn und die Strecke über Užice, Čačak und Lajkovac und Obrenovac nach Belgrad. Noch 1939 führte die mangelnde Nachfrage zur vollständigen Betriebseinstellung und die Fahrzeuge wurden in Sarajevo remisiert.

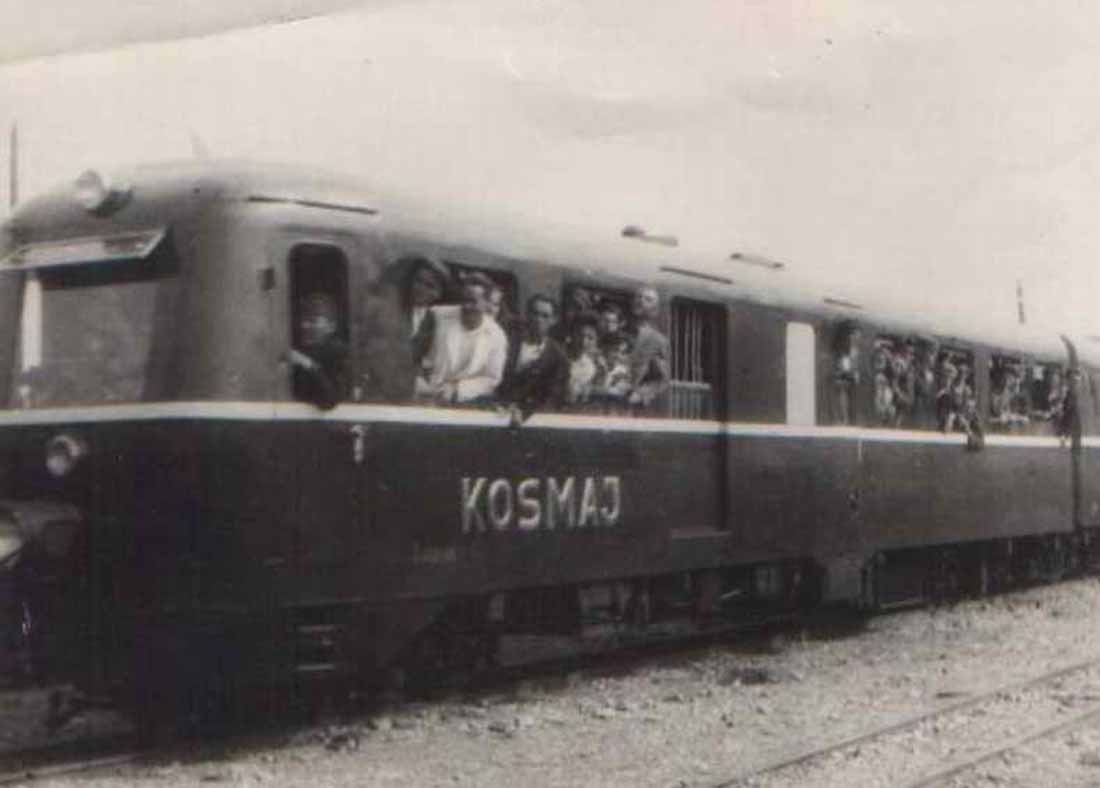
1946 wurden die JDŽ 801 mit rotem Anstrich wieder in Betrieb genommen.

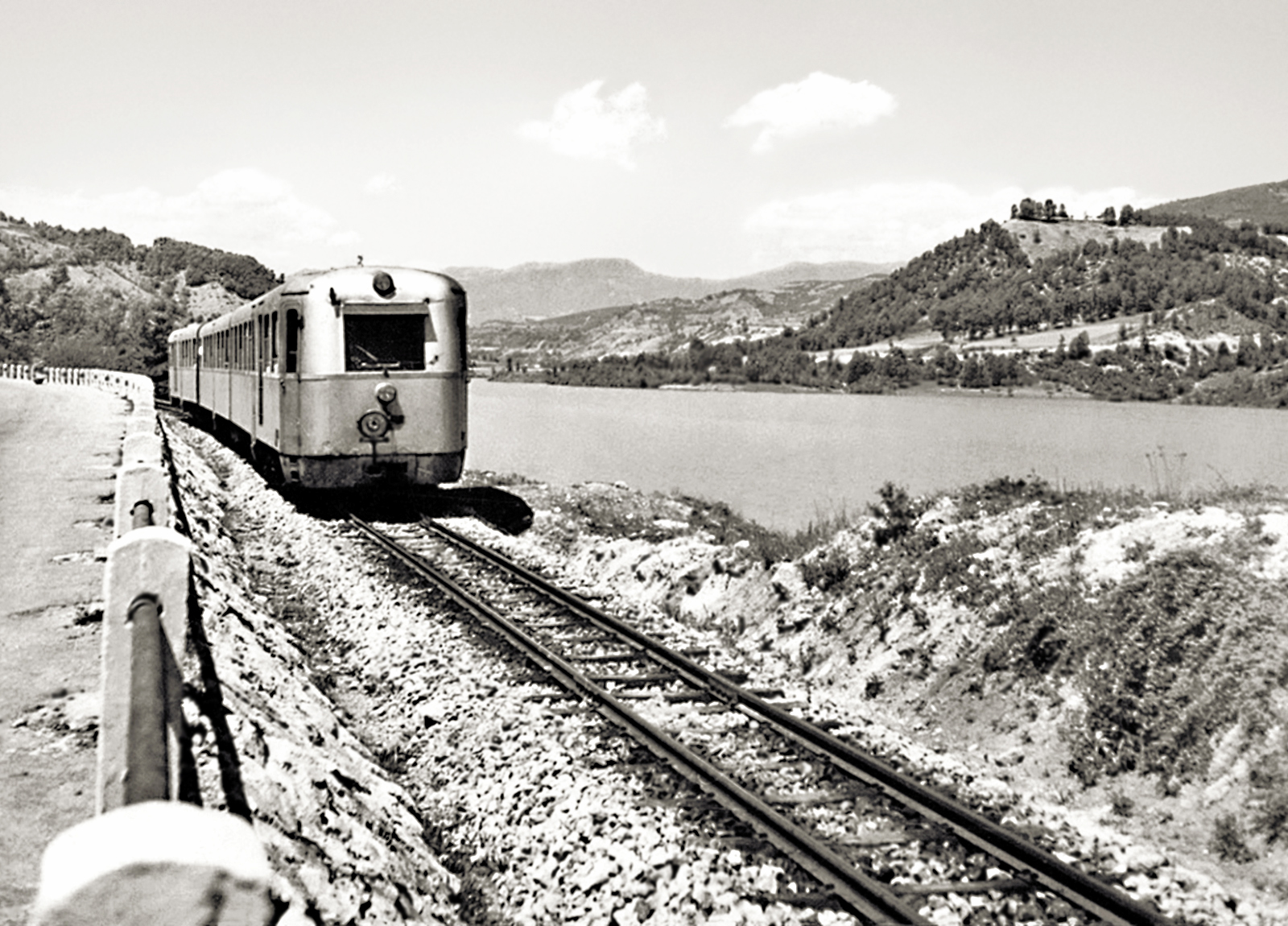
Bis 1966 verkehrten die Triebzüge über die Narentabahn an die Adria. JDŽ 801 am Jablaničko-Stausee

Nach dem Krieg wurde die Wiederinbetriebnahme der dreiteiligen Dieseltriebzüge zu einem Vorzeigeprojekt. Die Triebwagen 488-002 und 013 und der Mittelwagen 448-001 mussten wegen starken Beschädigungen ausgemustert werden. Die übrigen Fahrzeuge wurden repariert und im Sinne des nun herrschenden Kommunismus einen roten Anstrich versehen. Die nunmehr sechs Kompositionen erhielten die Bezeichnungen 1. Maj, Sutjeska, Kozara, 29. Novembar, Kosmaj und Istra, wobei sich 1. Maj auf die Wiederinbetriebsetzung des ersten Zuges am 1. Mai 1946 bezog. Die rote Farbgebung wurde bald wieder durch die ursprüngliche silberne ersetzt, die Namen blieben noch einige Zeit erhalten. Die Triebwagen erhielten die Nummern 806-001 – 006, die Mittelwagen wurden als 806-001 – 006 bezeichnet. Nach der Inbetriebnahme der Normalspurstrecke Sarajevo–Šamac verkehrten die Kompositionen bis 1966 hauptsächlich über den Ivanpass an die Adriaküste. Mit den Betriebseinstellungen der jugoslawischen Schmalspurbahnen in den 1970er-Jahren verloren die Dieseltriebzüge den Rest ihres Einsatzgebiets.

## Erhaltung
Ein Mittelwagen ist in Bosnien-Herzegowina erhalten geblieben und befindet sich am wieder aufgebauten Abschnitt der bosnischen Ostbahn zwischen Višegrad und Dobrun. 